# Phytosciara plusiochaeta
Phytosciara plusiochaeta är en tvåvingeart som först beskrevs av Heikki Hippa 1991.  Phytosciara plusiochaeta ingår i släktet Phytosciara och familjen sorgmyggor.
Artens utbredningsområde är Finland. Inga underarter finns listade i Catalogue of Life.